# ノールカップ級哨戒艦
ノールカップ級哨戒艦（ノルウェー語: Nordkapp-klassen; 英: Nordkapp-class offshore patrol vessel）は、ノルウェー沿岸警備隊（ノルウェー海軍）の哨戒艦（OPV）。

## 設計
船体は砕氷構造を採用しており、また着氷を防ぐため、ヘリコプター甲板、砲甲板、上甲板は加熱されている。ノルウェー沿岸警備隊において、領海・排他的経済水域における警備・救難、海洋調査を主任務として、副次的に戦時における船団護衛任務への投入も想定されている。このことから、他の沿岸警備隊艦艇よりも強力な電装・兵装を備えているほか、必要に応じて主砲をオート・メラーラ 76 mm 砲に換装し、ペンギンやNSMなど艦対艦ミサイルやCIWSを追加搭載して、フリゲートとして改装することができる。
当初、捜索レーダーとしてはAWS-5、ソナーとしては民生品のSP270魚群探知機を搭載していたが、2000年から2001年にかけて、ソナーは同国シムラッド社製の14kHz帯マルチモード・スキャニング・ソナーであるSS105に、2006年にはレーダーも3次元レーダーであるTRS-3D/16ESに更新された。また艦載機も、当初はリンクスMk.86を搭載していたが、2011年よりNFH90に更新した。

## 同型艦

### 一覧表
| #    | 艦名                       | 進水      | 就役      | 退役       |
| ---- | -------------------------- | --------- | --------- | ---------- |
| W320 | ノールカップ KV «Nordkapp» | 1980年4月 | 1981年4月 |            |
| W321 | センジャ KV «Senja»        | 1980年3月 | 1981年3月 | 2021年11月 |
| W322 | アンデネス KV «Andenes»    | 1981年3月 | 1982年1月 | 2023年10月 |

### 運用史
当初は7隻の建造が予定されていたが、予算上の理由により、建造は3隻で終了した。3隻ともにソルトランを母港として、北部沿岸警備隊の外洋警備部隊に配属されて活動している。「アンデネス」は、1991年、湾岸戦争に伴ってペルシア湾地域に派遣されて哨戒活動に当たった。また1994年には、水産警護活動中にシーシェパード（ポール・ワトソン代表）の活動船と衝突している。
なお退役艦をウルグアイ海軍に売却することも検討されたものの、退役時点で艦歴が40年以上経過しておりスペアの部品がないこと、また艦型が大きくモンテビデオ湾で許可されている艦船の大きさを上回ってしまうことが問題となり、キャンセルされた。